# Bartłomiej Dąbrowski
Bartłomiej Dąbrowski (ur. 20 sierpnia 1972) – polski tenisista, wielokrotny mistrz Polski, reprezentant kraju w Pucharze Davisa.

## Kariera tenisowa
Podczas swojej kariery zwyciężył w dwóch deblowych turniejach rangi ATP Challenger Tour. Ponadto wygrał osiem singlowych oraz sześć deblowych turniejów rangi ITF.
Sześciokrotnie zdobył mistrzostwo Polski w grze pojedynczej w latach: 1991, 1993, 1996, 1997, 2003 oraz 2005. Ponadto trzykrotnie zwyciężał w tym turnieju w grze podwójnej – dwukrotnie wraz z Tomaszem Iwańskim (1991, 1992), a raz z Bernardem Kaczorowskim (1997). W 1992 roku, startując w parze z Katarzyną Teodorowicz, uzyskał tytuł mistrza Polski w grze mieszanej.
W rankingu gry pojedynczej najwyżej był na 211. miejscu (17 lipca 1995), a w klasyfikacji gry podwójnej na 295. pozycji (8 marca 2004).
Reprezentując Polskę w rozgrywkach Pucharu Davisa, rozegrał 47 spotkań w grze pojedynczej oraz 15 w grze podwójnej.
Po zakończeniu kariery trenował m.in. Martę Domachowską.

## Finały turniejów ATP Challenger Tour

### Gra podwójna (2–1)
| Końcowy wynik | Nr | Data             | Turniej | Nawierzchnia  | Partner          | Przeciwnicy                     | Wynik finału     |
| ------------- | -- | ---------------- | ------- | ------------- | ---------------- | ------------------------------- | ---------------- |
| Zwycięzca     | 1. | 15 sierpnia 1999 | Sopot   | Ceglana       | Michał Gawłowski | Daniel Fiala Jiří Hober         | 6:4, 3:6, 6:3    |
| Zwycięzca     | 2. | 19 sierpnia 2001 | Sopot   | Ceglana       | Marcin Matkowski | Óscar Hernández Dmitrij Własow  | 6:7(2), 6:4, 6:3 |
| Finalista     | 1. | 8 lutego 2004    | Wrocław | Twarda (hala) | Łukasz Kubot     | Dominik Hrbatý Michael Kohlmann | 5:7, 3:6         |

## Zwycięstwa w turniejach ITF

### Gra pojedyncza
|    | Data       | Turniej         | ($)    | Naw.    | Przeciwnik        | Wynik               |
| 1. | 05/09/1998 | Gałacz          | 15 000 | Ceglana | Per Thonardsson   | 7:5, krecz          |
| 2. | 13/09/1998 | Bacău           | 15 000 | Ceglana | Michael Logarzo   | 6:1, 6:2            |
| 3. | 16/05/1999 | Schwäbisch Hall | 15 000 | Ceglana | Alexander Popp    | 5:7, 7:6, 6:4       |
| 4. | 20/06/1999 | Zabrze          | 15 000 | Ceglana | Petr Kralert      | 6:4, 6:4            |
| 5. | 10/06/2001 | Karlowe Wary    | 10 000 | Ceglana | Martin Štěpánek   | 7:6(3), 6:3         |
| 6. | 09/06/2002 | Poznań          | 10 000 | Ceglana | Joachim Johansson | 6:3, 6:7(2), 7:6(7) |
| 7. | 08/09/2002 | Warszawa        | 10 000 | Ceglana | Marcin Gołąb      | 7:6(3), 7:6(4)      |
| 8. | 22/05/2005 | Gdynia          | 10 000 | Ceglana | Maciej Dilaj      | 6:0, 4:6, 6:3       |

### Gra podwójna
|    | Data       | Turniej  | ($)    | Naw.    | Partner             | Przeciwnicy                       | Wynik         |
| 1. | 17/05/1998 | Neckarau | 15 000 | Ceglana | Jurek Stasiak       | Tomáš Cibulec Alexandre Simoni    | 6:4, 6:1      |
| 2. | 20/05/2001 | Trnawa   | 10 000 | Ceglana | Mariusz Fyrstenberg | Tomáš Janči Michal Mertiňák       | 6:4, 6:4      |
| 3. | 17/06/2001 | Maribor  | 10 000 | Ceglana | Mariusz Fyrstenberg | Mait Künnap Jordi Marse-Vidri     | 6:3, 7:5      |
| 4. | 26/05/2002 | Katowice | 10 000 | Ceglana | Mariusz Fyrstenberg | Dmitri Koch Siergiej Vassine      | walkower      |
| 5. | 16/06/2002 | Gdynia   | 10 000 | Ceglana | Michał Przysiężny   | Marcin Gołąb Kamil Lewandowicz    | 6:0, 6:1      |
| 6. | 04/05/2003 | Teramo   | 10 000 | Ceglana | Mariusz Fyrstenberg | Daniele Giorgini Alessandro Motti | 2:6, 6:4, 6:3 |

## Życie prywatne
Brat dziennikarza Macieja Dąbrowskiego.